# 다인용 비디오 게임

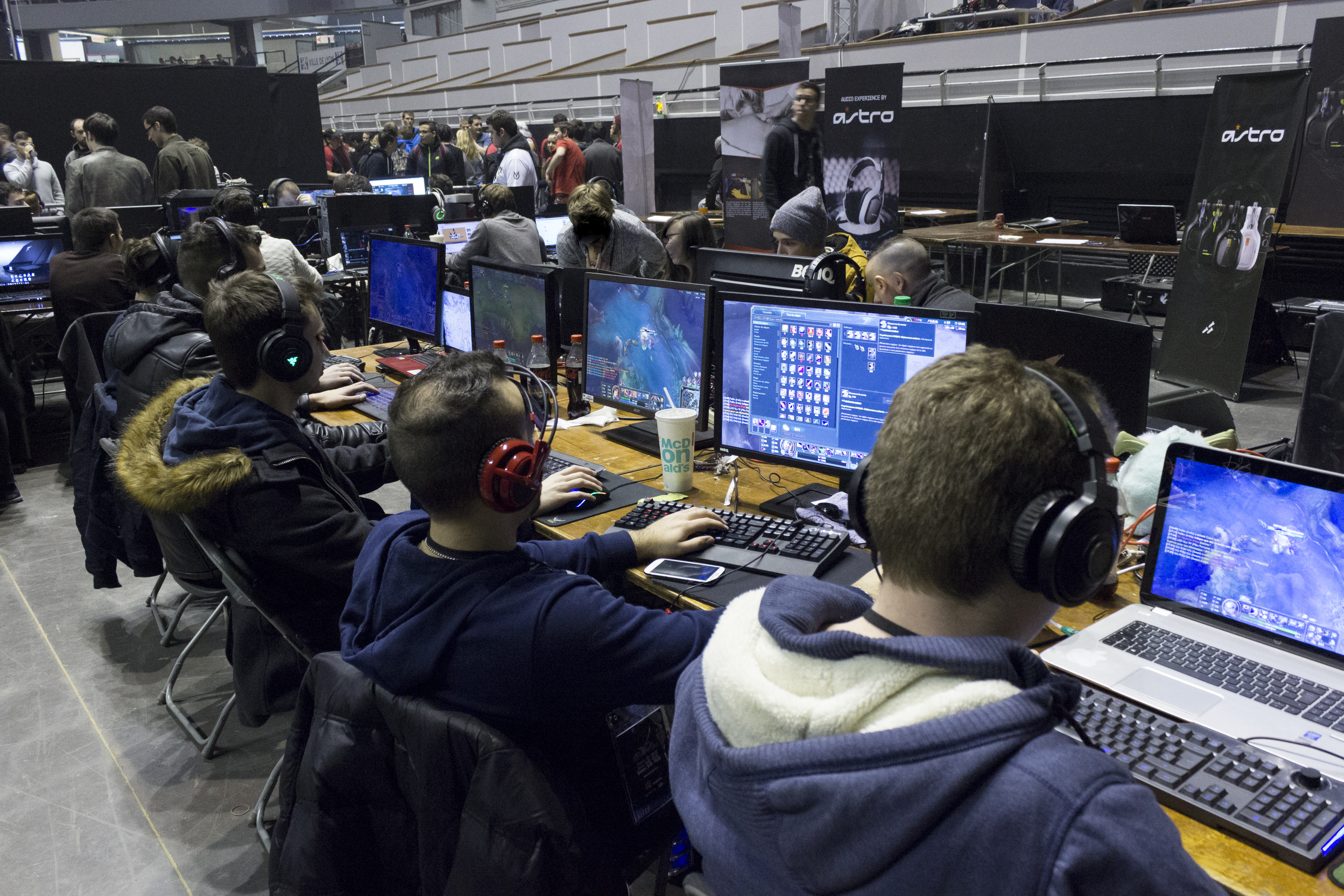
LAN 파티

다인용 비디오 게임(multiplayer video game)은 여러 사람이 동시에 같은 게임 환경에서 플레이할 수 있는 비디오 게임이다. 이는 동일한 컴퓨터 시스템에서 로컬로(카우치 협동 게임) 플레이하거나, 근거리 통신망을 통해 다른 컴퓨터 시스템에서 플레이하거나, 가장 흔하게는 인터넷을 통해 광역 통신망으로 플레이하는 방식이 있다(예: 월드 오브 워크래프트, 콜 오브 듀티, 데이즈). 다인용 게임은 일반적으로 플레이어가 하나의 게임 시스템을 공유하거나 네트워킹 기술을 사용하여 더 먼 거리에서 함께 플레이하도록 요구한다. 플레이어는 한 명 이상의 다른 사람과 경쟁하거나, 인간 파트너와 협력하여 공통 목표를 달성하거나, 다른 플레이어의 활동을 감독할 수 있다. 다인용 게임은 플레이어가 다른 사람들과 상호 작용할 수 있도록 함으로써, 일인용 게임에는 없는 사회적 소통 요소를 제공한다.
다인용 비디오 게임의 역사는 수십 년에 걸쳐 있으며, 20세기 중반 전자 게임의 등장으로 거슬러 올라간다. 다인용 상호 작용의 가장 초기 사례 중 하나는 1962년 MIT의 스티브 러셀과 동료들이 PDP-1 컴퓨터용으로 개발한 스페이스워!에서 목격되었다. 1970년대 후반과 1980년대 초반에는 퐁과 탱크와 같은 고전 게임들과 함께 아케이드 게임에서 다인용 게임이 탄력을 받았다. 1980년대 가정용 게임 콘솔로의 전환은 다인용 게임을 더욱 대중화시켰다. NES용 슈퍼 마리오브라더스와 세가 제네시스용 골든 액스는 협동 및 경쟁 플레이를 도입했다. 또한, 1980년대 후반에는 LAN 게임이 등장하여 플레이어들이 여러 컴퓨터를 연결하여 다인용 게임을 즐길 수 있게 되었으며, 둠과 워크래프트: 오크와 인간과 같은 게임들이 이를 대중화시켰다. 플레이어는 화면 분할을 사용하여 같은 방에서 함께 플레이할 수도 있다.

## 비네트워크 게임
초기 비디오 게임 중 일부는 두 플레이어 게임이었다. 여기에는 초기 스포츠 게임(예: 1958년의 테니스 포 투와 1972년의 퐁), 1962년의 스페이스워!와 같은 초기 슈팅 게임, 그리고 1973년의 아스트로 레이스와 같은 초기 경주 게임이 포함된다. 다인용 실시간 게임의 첫 번째 사례는 1973년경 PLATO 시스템에서 개발되었다. 이 시스템에서 개발된 다중 사용자 게임에는 1973년의 엠파이어와 1974년의 스파심이 포함되었으며, 후자는 초기 1인칭 슈팅 게임이었다. 다른 초기 비디오 게임에는 테이블탑 아케이드 기계에서 인기가 많았던 턴 기반 다인용 모드가 포함되었다. 이러한 게임에서는 어느 시점(종종 생명을 잃은 후)에 플레이가 교체된다. 모든 플레이어의 점수는 종종 화면에 표시되어 플레이어가 상대적인 순위를 확인할 수 있다. 다니엘 번튼 베리는 그의 데뷔작인 휠러 딜러즈(1978)와 가장 주목할 만한 작품인 M.U.L.E. (1983)와 같은 최초의 다인용 비디오 게임 중 일부를 만들었다.
건틀릿 (1985)과 쿼텟 (1986)은 아케이드에 협동 4인 플레이 게임을 도입했다. 이 게임들은 네 개의 제어 장치를 허용하기 위해 더 넓은 콘솔을 가졌다.

### 네트워크 게임
켄 와서맨과 팀 스트라이커는 네트워크 컴퓨터 게임을 매력적으로 만드는 세 가지 요소를 제시했다.
1. 컴퓨터 대신 여러 사람이 서로 경쟁하는 것
2. 불완전한 정보로 인해 발생하는 긴장감과 위험 감수
3. 빠른 반응을 요구하는 실시간 플레이

존 조지 케메니는 1972년에 다트머스 시분할 시스템 (DTSS)에서 실행되는 소프트웨어가 최근 여러 동시 사용자를 지원할 수 있게 되었으며, 게임이 이 기능의 첫 번째 사용이었다고 썼다. 그는 DTSS의 인기 있는 미식축구 게임이 이제 두 사람 간의 대결 플레이를 지원한다고 말했다.
단일 컴퓨터를 사용한 최초의 대규모 직렬 세션은 STAR (스타 트렉 기반), OCEAN (선박, 잠수함, 헬리콥터를 사용한 전투로, 플레이어는 두 개의 전투 도시로 나뉘어짐), 그리고 1975년의 CAVE (던전 & 드래곤 기반)였다. 이들은 뉴햄프셔 대학교의 DECsystem-1090에서 크리스토퍼 콜드웰이 만들었으며 (로저 롱의 삽화와 제안, 로버트 케니의 어셈블리 코딩 지원), 이 대학의 컴퓨터 시스템은 학생, 교사, 직원 접근을 위해 클러스터 PDP-11을 통해 (직렬 회선으로) 연결된 수백 개의 터미널을 가지고 있었다. 이 게임들은 각 터미널 (각 플레이어)에서 실행되는 프로그램을 가지고 있었고, 공유 메모리의 한 세그먼트를 공유했다 (OS TOPS-10에서 "하이 세그먼트"로 알려짐). 이 게임들은 인기가 많았으며, 대학은 종종 RAM 사용량 때문에 이들을 금지했다. STAR는 UNH의 마이클 오쇼네시가 1974년에 작성한 단일 사용자, 턴 기반 베이직 프로그램 STAR를 기반으로 했다.
와서맨과 스트라이커는 1980년 바이트에서 두 코모도어 PET 컴퓨터를 케이블로 네트워크하는 방법을 설명했다. 그들의 기사에는 타이핑 방식의 두 플레이어 행맨 게임이 포함되어 있으며, 저자들의 더 정교한 Flash Attack을 설명한다. 슈퍼셋 소프트웨어의 스나이프스 (1981)는 노벨 넷웨어가 될 네트워킹 기술을 사용한다. 디지털 이큅먼트 코퍼레이션은 실시간 화면 업데이트가 없는 다른 다중 사용자 버전의 스타 트렉인 데크워를 배포했다. 이는 DECsystem-10을 가진 대학에 널리 배포되었다. 1981년 클리프 짐머맨은 VT100 시리즈 그래픽을 사용하여 DECsystem-10과 DECsystem-20용 매크로-10으로 스타 트렉에 대한 헌사를 썼다. "VTtrek"은 3차원 우주에서 네 명의 행성연방 플레이어와 네 명의 클링온이 대결하는 게임이었다.
플라이트 시뮬레이터 II는 1986년 아타리 ST와 코모도어 아미가용으로 출시되었으며, 두 플레이어가 모뎀이나 직렬 케이블을 통해 연결하여 공유 환경에서 함께 비행할 수 있도록 했다.
1987년 아타리 ST용으로 출시된 초기 1인칭 슈팅 게임인 미디 메이즈는 이더넷과 인터넷 플레이가 일반화되기 전에 MIDI 인터페이스를 통한 네트워크 멀티플레이를 특징으로 했다. 이 게임은 주류 시스템에서 최초의 다인용 3D 슈팅 게임이자 최초의 네트워크 다인용 액션 게임(최대 16명 지원)으로 평가받는다. 이후 1991년 페이스볼 2000이라는 제목으로 게임보이와 슈퍼 NES를 포함한 여러 플랫폼으로 이식되었으며, 이는 최초의 휴대용 다중 플랫폼 1인칭 슈팅 게임이자 장르의 초기 콘솔 사례 중 하나가 되었다.
네트워크 다인용 게임 모드는 "넷플레이"로 알려져 있다. LAN 버전이 있는 최초의 인기 있는 비디오 게임 타이틀인 1991년 애플 매킨토시용 스펙터는 최대 8명까지 지원하는 애플토크를 특징으로 했다. 스펙터의 인기는 부분적으로 플레이어의 이름이 사이버 탱크 위에 표시되는 것에 기인했다. 그 다음으로 1993년의 둠이 나왔는데, 이 게임의 첫 네트워크 버전은 4명의 동시 플레이어를 허용했다.
플레이 바이 이메일 다인용 게임은 이메일을 사용하여 컴퓨터 간에 통신한다. 플레이어가 동시에 온라인 상태일 필요가 없는 다른 턴 기반 변형으로는 플레이 바이 포스트 게임 및 플레이 바이 인터넷이 있다. 일부 온라인 게임은 "대규모 다중 사용자" 게임으로, 많은 플레이어가 동시에 참여한다. 두 가지 대규모 다중 사용자 장르로는 MMORPG (월드 오브 워크래프트 또는 에버퀘스트와 같은) 및 MMORTS가 있다.
1인칭 슈팅 게임은 인기 있는 다인용 게임이 되었다. 배틀필드 1942와 카운터-스트라이크는 싱글 플레이어 게임플레이가 거의 (또는 전혀) 없다. 개발자이자 게임 사이트인 OMGPOP의 라이브러리에는 2013년 폐쇄될 때까지 캐주얼 플레이어를 위한 다인용 플래시 게임이 포함되어 있었다. MUD와 룬스케이프와 같은 대규모 다중 사용자 온라인 게임 (MMO)을 포함한 일부 네트워크 다인용 게임은 싱글 플레이어 모드를 생략한다. 2008년 가장 큰 MMO는 월드 오브 워크래프트였으며, 전 세계적으로 1천만 명 이상의 등록 플레이어를 보유했다. 월드 오브 워크래프트는 2년 후인 2010년에 1,200만 명의 플레이어로 정점을 찍었으며, 2023년에는 가장 많이 팔린 MMO 비디오 게임으로 기네스 세계 기록을 획득했다. 이 게임 카테고리는 여러 컴퓨터가 인터넷을 통해 연결되어야 한다. 인터넷이 대중화되기 전에는 MUD는 시분할 컴퓨터 시스템에서 플레이되었고 둠과 같은 게임은 LAN에서 플레이되었다.
1996년 세가 넷링크, 1997년 Game.com, 2000년 드림캐스트를 시작으로 게임 콘솔은 LAN 및 인터넷을 통한 네트워크 게임을 지원한다. 많은 휴대 전화와 휴대용 게임기도 블루투스(또는 유사 기술)를 이용한 무선 게임을 제공한다. 2010년대 초반에는 온라인 게임이 엑스박스와 플레이스테이션과 같은 콘솔 플랫폼의 주류가 되었다. 2010년대 동안 인터넷 사용자 수가 증가함에 따라 두 가지 새로운 비디오 게임 장르가 전 세계적으로 빠르게 인기를 얻었다. – 멀티플레이어 온라인 배틀 아레나와 배틀 로열 게임으로, 둘 다 인터넷을 통한 다인용 게임플레이 전용으로 설계되었다.
시간이 지남에 따라 비디오 게임을 하는 사람들의 수가 증가했다. 2020년에는 미국 가정의 대다수가 비디오 게임을 하는 거주자를 가지고 있으며, 게이머의 65%는 온라인 또는 직접 다른 사람들과 다인용 게임을 한다.

## 로컬 멀티플레이어

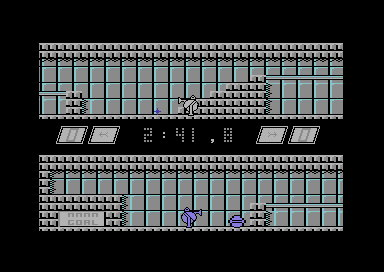
라임스 앤 나폴레옹의 분할 화면 멀티플레이어

일부 게임의 경우 "다인용"은 플레이어가 동일한 게임 시스템 또는 네트워크에서 플레이한다는 것을 의미한다. 이는 모든 아케이드 게임에 적용되지만, 여러 콘솔 게임 및 개인용 컴퓨터 게임에도 적용된다. 단일 시스템에서 플레이되는 로컬 다인용 게임은 때때로 화면 분할을 사용하여 각 플레이어가 액션을 개별적으로 볼 수 있도록 한다(1인칭 슈팅 게임 및 경주 게임에서 중요). 거의 모든 진행형 격투 게임의 다인용 모드에는 단일 시스템 옵션이 있지만, 경주 게임은 여러 시스템, 다인용 모드를 선호하여 화면 분할을 포기하기 시작했다. 체스와 같은 턴 기반 게임도 단일 시스템 단일 화면 및 단일 컨트롤러에 적합하다.

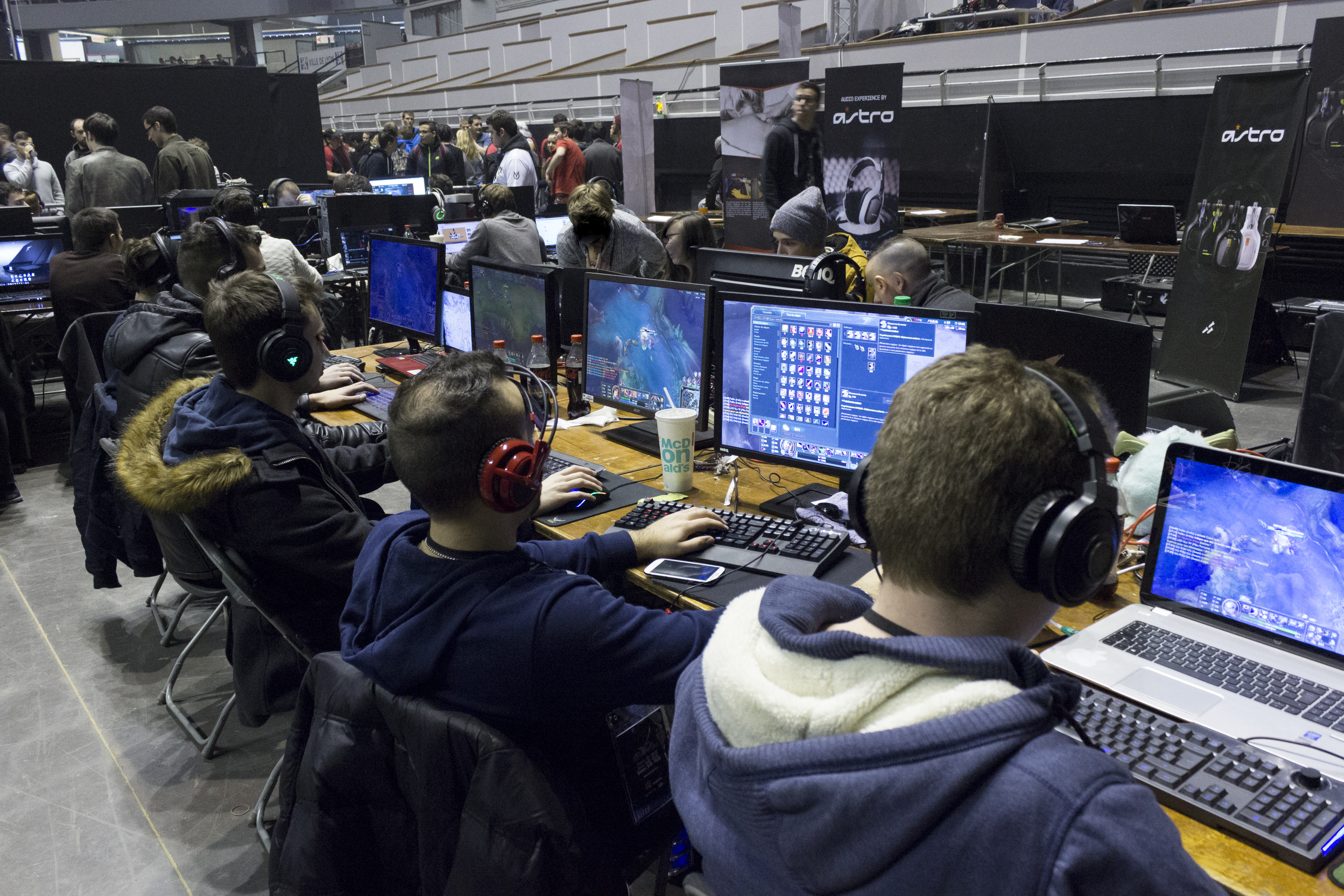
LAN 파티

여러 유형의 게임에서 플레이어는 로컬 다인용 기능을 사용할 수 있다. "로컬 협동" 또는 "카우치 협동"이라는 용어는 동일한 시스템에서 협력 방식으로 플레이되는 로컬 다인용 게임을 의미한다. 이러한 게임은 화면 분할 또는 다른 표시 방법을 사용할 수 있다. 또 다른 옵션은 핫 시트 게임이다. 핫 시트 게임은 일반적으로 하나의 컨트롤러 또는 입력 세트(예: 시스템의 단일 키보드/마우스)만 있는 턴 기반 게임이다. 플레이어는 입력 장치를 번갈아 사용하여 자신의 턴을 수행하며, 각 플레이어는 "핫 시트"에서 턴을 수행한다.
모든 로컬 다인용 게임이 동일한 콘솔이나 개인용 컴퓨터에서 플레이되는 것은 아니다. 일부 로컬 다인용 게임은 LAN을 통해 플레이된다. 여기에는 여러 장치가 하나의 로컬 네트워크를 사용하여 함께 플레이하는 것이 포함된다. LAN 네트워크에서 플레이되는 네트워크 다인용 게임은 LAN 파티의 주요 대상이다. 로컬 협동 및 LAN 파티가 여전히 열리지만, 온라인 다인용 게임을 활용하는 플레이어와 게임 수가 증가함에 따라 둘 다 감소하는 추세이다.

## 온라인 멀티플레이어
온라인 다인용 게임은 광역 통신망(일반적인 예는 인터넷)을 통해 플레이어를 연결한다. 로컬 다인용 게임과 달리 온라인 다인용 게임을 플레이하는 플레이어는 동일한 로컬 네트워크에 제한되지 않는다. 이를 통해 플레이어는 훨씬 더 먼 거리에서 다른 사람들과 상호 작용할 수 있다.
온라인 다인용 게임은 거리의 이점을 제공하지만, 고유한 문제도 따른다. 게이머들은 왕복 네트워크 통신 지연을 측정하는 유틸리티(ICMP 패킷 사용)의 이름을 따서 "핑"이라는 용어를 사용하여 지연 시간을 지칭한다. 50밀리초 핑을 가진 DSL 연결의 플레이어는 평균 350밀리초 지연 시간을 가진 모뎀 사용자보다 빠르게 반응할 수 있다. 다른 문제로는 패킷 손실과 초크가 있는데, 이는 플레이어가 서버에 자신의 행동을 "등록"하는 것을 방해할 수 있다. 1인칭 슈팅 게임에서는 이 문제가 총알이 적을 맞혀도 피해가 발생하지 않을 때 나타난다. 플레이어의 연결만이 유일한 요소는 아니다. 일부 서버는 다른 서버보다 느리다.
플레이어의 연결 지점과 지리적으로 가까운 서버는 종종 더 낮은 핑을 제공한다. 데이터 패킷은 더 가까운 위치로 더 빠르게 이동한다. 장치가 인터넷 연결(라우터)에서 얼마나 멀리 떨어져 있는지도 지연 시간에 영향을 미칠 수 있다.

## 비대칭 게임플레이
비대칭 멀티플레이어는 플레이어가 서로 상당히 다른 역할이나 능력을 가질 수 있는 게임플레이 유형이다. – 이는 게임의 경험을 상당히 다르게 제공하기에 충분하다. 가벼운 비대칭이 있는 게임에서는 플레이어들이 움직임이나 죽음과 같은 동일한 기본 메커니즘을 공유하지만 게임에서 다른 역할을 수행한다. 이는 MOBA 장르인 리그 오브 레전드 및 도타 2, 그리고 영웅 슈팅 게임인 오버워치 및 에이펙스 레전드의 공통적인 특징이다. 비대칭 멀티플레이어 시스템을 채택한 1인칭 슈팅 게임은 톰 클랜시의 레인보우 식스 시즈이다. 플레이어에게 자신만의 특별한 오퍼레이터를 제공하는 것은 모든 플레이어의 경험을 변화시킨다. 이는 플레이어가 자신의 캐릭터가 가진 능력을 고려하여 자신만의 게임 계획을 즉흥적으로 세우는 데 중점을 둔다. 더 강한 비대칭 요소를 가진 게임에서는 한 플레이어/팀이 한 가지 게임플레이 경험을 가질 수 있는 반면 (또는 약하게 비대칭적인 역할에 있는 동안) 다른 플레이어 또는 팀은 매우 다른 방식으로 플레이하며, 다른 메커니즘, 다른 유형의 목표 또는 둘 다를 가진다. 강한 비대칭이 있는 게임의 예로는 데드 바이 데이라이트, 이볼브, 레프트 4 데드가 있다.

## 비동기 멀티플레이어
비동기 멀티플레이어는 플레이어가 반드시 동시에 플레이하지 않는 멀티플레이어 게임플레이 형태이다. 이러한 형태의 멀티플레이어 게임은 플레이 바이 메일 게임에서 유래했는데, 플레이어들이 게임 마스터에게 우편으로 자신의 움직임을 보내면 게임 마스터가 이를 취합하여 다음 턴의 결과를 다시 보내는 식이었다. 플레이 바이 메일 게임은 전자 형태로 전환되어 플레이 바이 이메일 게임이 되었다. 유사한 게임들이 전자 게시판용으로 개발되었는데, 트레이드 워즈와 같이 턴 구조가 엄격하지 않아 플레이어가 다른 모든 플레이어와 함께 지속적인 공간에서 언제든지 행동을 취할 수 있도록 허용하는 개념이 있었다. 이는 산발적 플레이로 알려져 있다.
이러한 유형의 비동기 멀티플레이어 게임은 인터넷의 보급으로 인해 플레이어들이 동시에 서로 대결할 수 있게 되면서 쇠퇴했지만, 문명 시리즈와 같은 많은 전략 관련 게임에서는 여전히 옵션으로 남아 있다. 턴 조정은 이후 하나의 컴퓨터나 중앙 서버에서 관리된다. 또한, 많은 모바일 게임은 산발적 플레이를 기반으로 하며 다른 플레이어와의 사회적 상호 작용을 사용한다. 직접적인 플레이어 대 플레이어 게임 모드는 없지만, 플레이어들이 다른 플레이어의 게임에 영향을 미칠 수 있으며, 이는 중앙 게임 서버를 통해 조정되는 또 다른 비동기 플레이의 측면이다.

## 온라인 치팅
온라인 게임에서의 치팅은 일반적으로 게임 경험을 수정하여 한 플레이어에게 다른 플레이어보다 우위를 제공하는 것을 의미한다. 예를 들어 슈팅 게임에서 플레이어의 조준선을 자동으로 대상에 고정하는 프로그램인 "에임봇"을 사용하는 것 등이다. 이것은 "핵킹" 또는 "글리칭"으로도 알려져 있다 ("글리칭"은 게임 코드의 오류인 글리치를 사용하는 것을 의미하며, "핵킹"은 게임 코드를 조작하는 것이다). 비디오 게임에서의 치팅은 종종 하나 이상의 플레이어에게 이점을 제공하기 위해 런타임에 게임 코드를 수정하는 타사 프로그램을 통해 이루어진다. 다른 상황에서는 게임의 파일을 변경하여 게임의 메커니즘을 변경함으로써 자주 이루어진다.

## 같이 보기
- 게임 서버